# Una donna due passioni
Una donna due passioni (La part du feu) è un film francese del 1978 diretto da Étienne Périer.

## Trama
L'agente immobiliare Bob Hansen scopre improvvisamente che sua moglie Catherine lo tradisce con un suo collaboratore. Reagisce con calma e incoraggia persino i loro incontri, credendo che sia l'unico modo per non perderli entrambi.